# 贺雪峰
贺雪峰（1968年6月—），湖北荆门人，武汉大学社会学院院长，武汉大学中国乡村治理研究中心主任，教授，博士生导师，中信改革发展研究基金会资深研究员，湖北省深改组专家组成员。原华中科技大学教授。中国教育部2015年度长江学者特聘教授，研究方向为乡村治理和乡村建设实践，是“华中乡土派”的代表人物之一。著有《治村》、《新乡土中国》、《村治的逻辑》、《城市化的中国道路》等书。

## 近五年主要学术成果
（一）著作
1. 1.《谁是农民》，中信出版社，2016年版。
2. 2.《在离乡与归乡之间》，韩文版，2017年。
3. 3.《治村》，北京大学出版社，2017年版。
4. 4.《南北中国》，社会科学文献出版社，2017年版。
5. 5.《最后一公里村庄》，中信出版社，2017年版。
6. 6.《乡村治理与农业发展》，华中科技大学出版社，2017年版。
7. 7.《大国之基》，东方出版社，2019年版。

（二）论文
1. 1.贺雪峰.农民工返乡创业的逻辑与风险[J].求索,2020,02（CSSCI）
2. 2.贺雪峰.本土化与主体性：中国社会科学研究的方向——兼与谢宇教授商榷[J].探索与争鸣,2020,01（CSSCI）.
3. 3.贺雪峰.城乡建设用地增减挂钩政策的逻辑与谬误[J].学术月刊,2019,01（CSSCI）.
4. 4.贺雪峰.全国劳动力市场与农村发展政策的分析与展望[J].求索,2019,01（CSSCI）.
5. 5.贺雪峰.论农民收入断裂带[J].学术研究,2019,01（CSSCI）.
6. 6.贺雪峰.国有农场的经营体制及其优势[J].学术界,2019,01（CSSCI）.
7. 7.贺雪峰.规则下乡与治理内卷化:农村基层治理的辩证法[J].社会科学,2019,04（CSSCI）.
8. 8.贺雪峰.如何再造村社集体[J].南京农业大学学报(社会科学版),2019,03（CSSCI）.
9. 9.贺雪峰,桂华,夏柱智.论土地制度改革的方向与思路——《土地管理法修正案(草案)》解读[J].西北农林科技大学学报(社会科学版),2019,04（CSSCI）.
10. 10.贺雪峰.乡村振兴与农村集体经济[J].武汉大学学报(哲学社会科学版),2019,04（CSSCI）.
11. 11.贺雪峰.如何应对农村老龄化[J].中国农业大学学报(社会科学版),2019,03（CSSCI）.
12. 12.贺雪峰.农村留守老年人的“多元福利”观[J].学习与实践,2019,11（CSSCI）.
13. 13.贺雪峰.行政还是自治:村级治理向何处去[J].华中农业大学学报(社会科学版),2019,06（CSSCI）.
14. 14.贺雪峰.农民组织化与再造村社集体[J].开放时代,2019,03（CSSCI）.
15. 15.贺雪峰.三大全国性市场与乡村秩序[J].贵州社会科学,2019,11（CSSCI）.
16. 16.贺雪峰.构建具有主体性的中国社会科学：饱和经验训练的视角[J].改革,2019,12（CSSCI）.
17. 17.贺雪峰.给村干部一定的自主权——防范农村基层治理的“内卷化”危机[J].人民论坛,2019,03（CSSCI）.
18. 18.贺雪峰.“老人农业+中坚农民”的结构中西部农村社会结构发生了哪些变化[J].人民论坛,2019,14（CSSCI）.
19. 19.贺雪峰.中国农村反贫困战略中的扶贫政策与社会保障政策[J].武汉大学学报(哲学社会科学版),2018,03（CSSCI）.
20. 20.贺雪峰.关于实施乡村振兴战略的几个问题[J].南京农业大学学报(社会科学版),2018,03（CSSCI）.
21. 21.贺雪峰.如何理解征地冲突——兼论《土地管理法》的修改[J].思想战线,2018,03（CSSCI）.
22. 22.贺雪峰.为什么说中国土地制度是全世界最先进的[J].湖南科技大学学报(社会科学版),2018,03（CSSCI）.
23. 23.贺雪峰.三项土地制度改革试点中的土地利用问题[J].中南大学学报(社会科学版),2018,03（CSSCI）.
24. 24.贺雪峰.乡村振兴战略要服务老人农业[J].河海大学学报(哲学社会科学版),2018,03（CSSCI）.
25. 25.贺雪峰.论农村宅基地中的资源冗余[J].华中农业大学学报(社会科学版),2018,04（CSSCI）.
26. 26.贺雪峰.实施乡村振兴战略要防止的几种倾向[J].中国农业大学学报(社会科学版),2018,03（CSSCI）.
27. 27.贺雪峰.论乡村治理视域下的农村基层中坚干部[J].湖湘论坛,2018,05（CSSCI）.
28. 28.贺雪峰.改革开放以来国家与农民关系的变迁[J].南京农业大学学报(社会科学版),2018,06（CSSCI）.
29. 29.贺雪峰.乡村治理40年[J].华中师范大学学报(人文社会科学版),2018,06（CSSCI）.
30. 30.贺雪峰.现行土地制度与中国不同地区土地制度的差异化实践[J].江苏社会科学,2018,05（CSSCI）.
31. 31.贺雪峰.农村社会结构变迁四十年:1978—2018[J].学习与探索,2018,11（CSSCI）.
32. 32.贺雪峰.保护小农的农业现代化道路探索[J].思想战线,2017,02（CSSCI）.
33. 33.贺雪峰.国有农场对农村经营体制改革的启示[J].华中农业大学学报(社会科学版),2017,03（CSSCI）.
34. 34.贺雪峰.农村集体产权制度改革与乌坎事件的教训[J].行政论坛,2017,03（CSSCI）.
35. 35.贺雪峰.乡村建设中提高农民组织化程度的思考[J].探索,2017,02（CSSCI）.
36. 36.贺雪峰.论农村土地集体所有制的优势[J].南京农业大学学报(社会科学版),2017,03（CSSCI）.
37. 37.贺雪峰.中国农村反贫困问题研究:类型、误区及对策[J].社会科学,2017,04（CSSCI）.
38. 38.贺雪峰.乡村建设的重点是文化建设[J].广西大学学报(哲学社会科学版),2017,04（CSSCI）.
39. 39.贺雪峰.农村低保实践中存在的若干问题[J].广东社会科学,2017,03（CSSCI）.
40. 40.贺雪峰.建设属于农民的乡村[J].河北学刊,2017,04（CSSCI）.
41. 41.贺雪峰.论村级治理中的复杂制度[J].学海,2017,04（CSSCI）.
42. 42.贺雪峰.“大循环”:经验的本体性与中国社会科学的主体性[J].探索与争鸣,2017,02（CSSCI）.
43. 43.贺雪峰.中国是倒丁字型社会结构吗[J].学术界,2017,03（CSSCI）.
44. 44.贺雪峰.论中国村庄结构的东部与中西部差异[J].学术月刊,2017,06（CSSCI）.
45. 45.贺雪峰.沿海发达地区农村国家与农民关系[J].社会科学战线,2017,09（CSSCI）.
46. 46.贺雪峰.应对老龄社会的家庭农业[J].人文杂志,2017,10（CSSCI）.
47. 47.贺雪峰.乡村治理现代化:村庄与体制[J].求索,2017,10（CSSCI）.
48. 48.贺雪峰.论摊大饼式的城市化[J].社会科学家,2017,08（CSSCI）.
49. 49.贺雪峰.谁的乡村建设——乡村振兴战略的实施前提[J].探索与争鸣,2017,12（CSSCI）.
50. 50.夏柱智,贺雪峰.半工半耕与中国渐进城镇化模式[J].中国社会科学,2017,12（CSSCI）.

（三）获得的主要学术奖励及荣誉：
1. 1.2020年，著作《南北中国》荣获第八届高等学校科学研究优秀成果奖（人文社会科学）二等奖；
2. 2.2012年，著作《地权的逻辑》荣获第六届高等学校科学研究优秀成果奖（人文社会科学）三等奖；
3. 3.2012年，论文《农田水利的利益主体及其成本收益分析》荣获第五届中国农村发展奖论文奖；
4. 4.2015年，入选特聘教授名单。